# Mycomya denmax
Mycomya denmax är en tvåvingeart som beskrevs av Vaisanen 1979. Mycomya denmax ingår i släktet Mycomya och familjen svampmyggor. Arten är reproducerande i Sverige. Inga underarter finns listade i Catalogue of Life.